# 扇出晶圆级封装

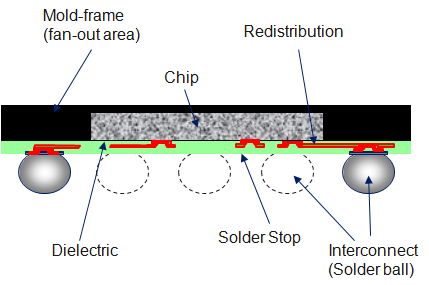
嵌入式晶圆级球阵列封装（eWLB）草图，第一个商业化FOWLP技术

扇出晶圆级封装（英語：Fan-out wafer-level packaging，FOWLP）是一种集成电路封装技术，是标准晶圆级封装（WLP）技术的强化。  
传统技术中，首先对晶圆进行切割，然后对单个裸晶進行封裝。封裝尺寸通常比晶片尺寸大得多。相比之下，在標準WLP流程中，集成电路在仍处于晶圆时进行封装，然后附有封装外层的晶圆才被切割；最终的封装实际上与芯片本身尺寸相同。然而，小封裝限制了有限封裝空間可容納的外部接點。對於需要大量接觸的複雜半導體裝置則可能成為重大限制。
FOWLP的開發就是為了放寬這個限制。與傳統封裝相比，它提供了更小的封裝尺寸、改進的熱性能和電氣性能，並且允許在不增加晶片尺寸的情況下提高觸點數量。
與標準WLP流程相反，FOWLP中，首先對晶圓進行切割，切割出來的晶片會非常精確地重新定位在載體晶圓或面板上，並在每個晶片周圍保留扇出空间。然后通过模塑來重構載體，然後在整個模製區域頂部（晶片頂部和相鄰扇出區域頂部）製作重布线層，然后在顶部形成焊球。

## 历史
FOWLP技术最开始由英飞凌开发，台积电以此技术为基础，生产A10处理器。

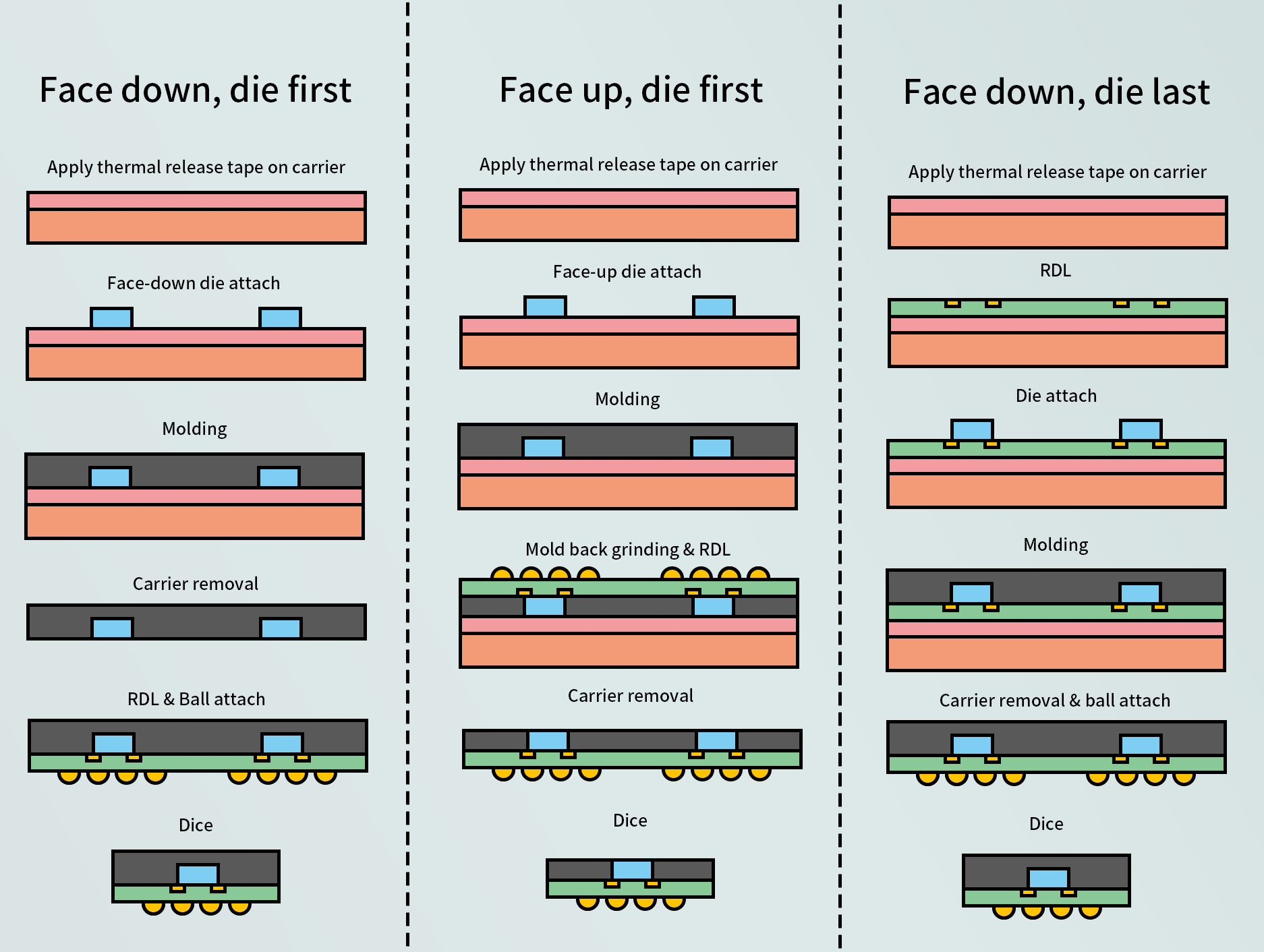
FOWLP可使用“先芯片（die first）”，裸片面朝下或面朝上安装；或者“后芯片（die last）”方式组装而成。面朝下的方法免于制造铜柱及背面研磨的步骤，制造成本低，但存在裸片移位、晶圆翘曲等问题。面朝上的方法，由于芯片背面完全暴露，利于散热。而后芯片的优点在于制造过程中可以使用验证合格的裸片（known good die，KGD），提高良率。

## 优点
FOWLP不仅消除了芯片互连和基板，实现了更好的电气性能，降低更低，还在提供了更精细的线路和空间，从而实现更好的可布线性。此外，由于FOWLP使用类似晶圆厂的工艺，产量远高于嵌入式有机基板层压技术，然而，当在器件上构建基板时，工艺必须足够稳健，才能实现>99.5% 的良率；否则基板和封装都会报废。有机层压基板工业工艺、材料和设备的设计初衷并不是为了提供如此高的产量。 然而，嵌入式相对于FOWLP，因为不使用高端晶圆厂工艺或材料，成本较低。